# 门迪戈里亚
门迪戈里亚（西班牙語：Mendigorría）是西班牙纳瓦拉的一个市镇。总面积39平方公里，总人口916人（2001年），人口密度23人/平方公里。